# Gräbner (Cembalobauer)
Mitglieder der Familie Gräbner waren vom 17. bis zum 19. Jahrhundert bedeutende Dresdner Cembalobauer. Die Familie geht zurück auf Franz Gräbner, einen Fiedler aus Adorf im Vogtland. Er erwarb 1593 in Dresden das Bürgerrecht. Es können in der Familie 19 Mitglieder nachgewiesen werden, die in Dresden als Hoforganisten, Orgelbauer, Cembalobauer und Klavierbauer tätig waren.
Christian Gräbner (etwa 1640–1710) Hoforgelbauer und Hoforganist
Johann Heinrich Gräbner d. Ältere (1665–1739), übernahm das Amt des Hoforganisten und war als Orgelbauer bekannt und für den Hof tätig. Er fertigte 1692 das Werk in der Johanneskirche in Dresden.
Sein Sohn war:
Johann Heinrich Gräbner d. Jüngere (1705–1777), war kurfürstlich sächsischer Hoforgelbauer und Klavierstimmer und als Cembalobauer bekannt. Er produzierte Cembalos und Kleinklaviere und seit 1763 Fortepianos, die auch nach Polen und Litauen geliefert wurden.
Seine Söhne waren:
Johann Gottfried Gräbner (1736–1808), baute mit seinem Bruder Fortepianos, Doppelflügel und Klaviere, er wurde 1759 zum kurfürstlichen Hof-Orgel- und Instrumentemacher ernannt.
Wilhelm Gräbner (1717– nach 1796), baute mit seinem Bruder Fortepianos, Doppelflügel und Klaviere
Karl August Gräbner (1749–1827) lernte ebenfalls beim Vater, trennte sich nach dessen Tod von seinen Stiefbrüdern und arbeitete alleine.
Weitere Mitglieder der Familie:
- Johann Gotthelf Gräbner (1786–1844), Cembalobauer
- Julius Gräbner (etwa 1815–1856), baute Pianoforte
- Friedrich Wilhelm Gräbner (1838–1918), baute Pianoforte
- Karl Georg Gräbner (1873–1927), Musikinstrumentenhändler
- Karl Georg Erhard Gräbner (* 1904), Musikinstrumentenhändler

## Erhaltene Instrumente
Johann Heinrich Gräbner d. Ältere

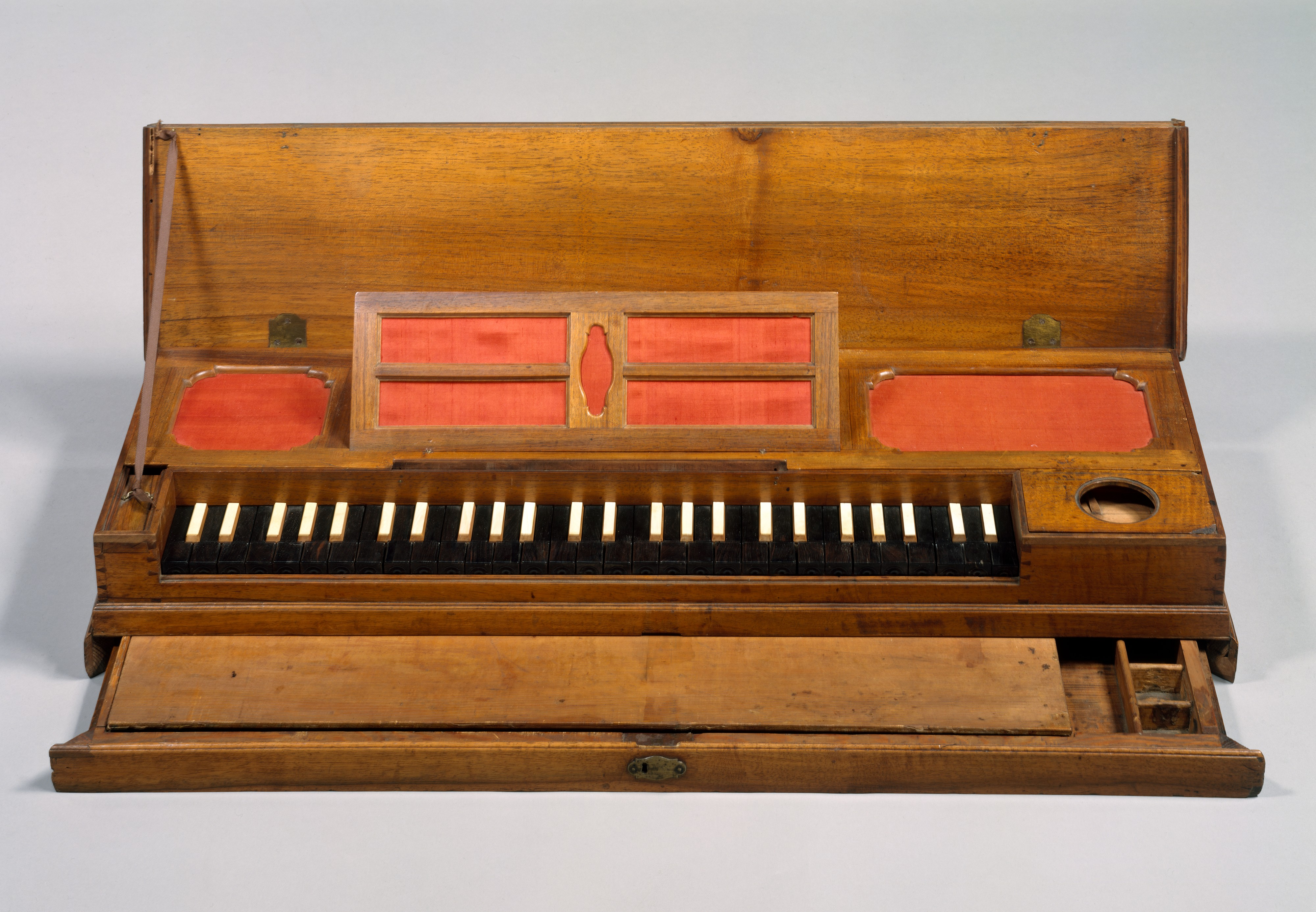
Clavichord im Besitz des Metropolitan Museum of Art

- Zweimanualiger Kielflügel von 1722. Im Besitz der Villa Bertramka in Prag. Auf diesem Instrument soll Wolfgang Amadeus Mozart gespielt haben.
- Orgelpositiv. Im Schloss Pillnitz (Kunstgewerbemuseum Dresden)[4]

Johann Heinrich Gräbner d. Jüngere
- Zweimanualiges Cembalo, 1739. Im Besitz der Staatlichen Kunstsammlungen Dresden, Kunstgewerbemuseum.[5] Einen Nachbau dieses Cembalos besitzt die Dresdner Kreuzkirche.
- Zweimanualiges Cembalo, 1774. Im Besitz des Museums für Musikinstrumente der Universität Leipzig[6]
- Clavichord. Im Besitz des Metropolitan Museum of Art[7]

Johann Gottfried Gräbner
- Zweimanualiger Kielflügel. Befindlich von 1782 bis 1942 in einer Privatsammlung in Jena.[8]

Karl August Gräbner
- Cembalo. Germanisches Nationalmuseum, Nürnberg
- Hammerflügel der „Gebr. Gräbner“. Germanisches Nationalmuseum, Nürnberg

Johann Gotthelf Gräbner
- Tafelklavier. Im Besitz des Stadt- und Bergbaumuseums Freiberg in Sachsen.